# Poa hesperia
Poa hesperia är en gräsart som beskrevs av Elizabeth Edgar. Poa hesperia ingår i släktet gröen, och familjen gräs. Inga underarter finns listade i Catalogue of Life.